# Tefal
Tefal é uma empresa francesa, fabricante de pequenos electrodomésticos, adquirida pelo Groupe SEB. O seu nome é fruto da combinação de alumínio e teflon.
Na América do Norte, Brasil e Japão, os produtos da companhia são vendidos com o nome T-fal.
A Tefal é conhecida mundialmente por fabricar utensílios de cozinha não aderentes.

## Thermo-Spot
Thermo-spot é o nome de uma grande inovação apresentada pela Tefal, consiste num indicador de temperatura colocado em alguns utensílios, que permite saber quando a temperatura ideal para cozinhar é atingida.